# Teorija kognitivne obrade informacija
Teorija kognitivne obrade informacija objašnjava put draži od čulnog organa (u daljem tekstu ulaz). Činjenica je da se oko nas nalazi mnogo draži i sve one prolaze ulaz dolazeći u senzornu memoriju. Međutim, kako se trajanje senzorne memorije meri hiljaditim delićima sekunde, potrebno je uključiti pažnju (konkretno izvršiti selekciju draži koje nas okružuju, čime odvajamo draži na koje želimo obratiti pažnju). Selektovane draži dospevaju u kratkoročnu memoriju. Trajanje ove memorije iznosi oko 30 minuta. I na kraju,da bi nešto od toga i trajno zapamtili potrebno je povećati pažnju (potpuno se usmeriti), učiti sa razumevanjem ili ponavljati materijal. Na taj način smo pokrenuli našu dugoročnu memoriju, nakon čega sledi izlaz - akcija i reakcija. Akciju predstavlja razmenjivanje i pokazivanje stečenog znanja, a reakcija je primena istog.

## Literatura
- Bell, D.A. (1953), Information Theory, Pitman, London.
- Chan, C., W. Kinsner, Y. Wang, and D.M. Miller eds. (2004), Cognitive Informatics: Proc. 3rd IEEE International Conference,(ICCI’04) IEEE CS Press, Victoria, Canada, August.
- Kinsner, W., D. Zhang, Y. Wang, and J. Tsai eds. (2005), Cognitive Informatics: Proc. 4th IEEE International Conference, (ICCI’05) IEEE CS Press, Irvine, California, USA, August.
- Patel, D., S. Patel, and Y. Wang eds. (2003), Cognitive Informatics: Proc. 2nd IEEE International Conference (ICCI’03), IEEE CS Press, London, UK, August.
- Shannon, C.E. (1948), A Mathematical Theory of Communication, Bell System Technical Journal, Vol.27, pp.379-423 and 623-656.
- von Neumann, J. (1946), The Principles of Large-Scale Computing Machines, reprinted in Annals of History of Computers, Vol. 3, No. 3, pp. 263-273.
- Wang, Y. (2002a), On Cognitive Informatics (Keynote Speech), Proc. 1st IEEE International Conference on 	Cognitive Informatics (ICCI’02), Calgary, Canada, IEEE CS Press, August, pp. 34-42.
- Wang, Y. (2002b), The Real-Time Process Algebra (RTPA), The International Journal of Annals of Software Engineering, Vol.14, USA, pp. 235-274.
- Wang, Y. (2003), On Cognitive Informatics, Brain and Mind: A Transdisciplinary Journal of Neuroscience and Neurophilosophy, 4(2), pp.151-167.
- Wang, Y. (2004), On Autonomic Computing and Cognitive Processes (Keynote Speech), Proc. 3rd IEEE International Conference on Cognitive Informatics (ICCI’04), Victoria, Canada, IEEE CS Press, August, pp. 3-4.
- Wang, Y. (2006a), Cognitive Informatics - Towards the Future Generation Computers that Think and Feel (Keynote Speech), Proc. 5th IEEE International Conference on Cognitive Informatics (ICCI'06), Beijing, China, IEEE CS Press, July, pp. 3-7.
- Wang, Y. (2006b), Cognitive Informatics and Contemporary Mathematics for Knowledge Representation and 	Manipulation, Proc. 1st International Conference on Rough Set and Knowledge Technology (RSKT’06), Lecture Notes on Computer Science, LNAI 4062, Springer, Chongqing, China, July, pp. 69-78.
- Wang, Y. (2006c), On Abstract Systems and System Algebra, Proc. 5th IEEE International Conference on Cognitive Informatics (ICCI'06), IEEE CS Press, Beijing, China, July, pp. 332-343.
- Wang, Y. (2006d), On Concept Algebra and Knowledge Representation, Proc. 5th IEEE Int. Conference on Cognitive Informatics (ICCI'06), IEEE CS Press, CAS, Beijing, China, July, pp. 320-331.
- Wang, Y. (2006e), On the Informatics Laws and Deductive Semantics of Software, IEEE Transactions on 	Systems, Man, and Cybernetics, 36(2), March, pp. 161-171.
- Wang, Y. (2007a), Software Engineering Foundations: A Software Science Perspective, CRC Book Series in Software Engineering, Vol. II, CRC Press, USA.
- Wang, Y. (2007b), The Theoretical Framework of Cognitive Informatics, The International Journal of Cognitive Informatics and Natural Intelligence (IJCiNi), IGI Publishing, Hershey, PA, USA, Jan. pp.10-22.
- Wang, Y. (2007c), The OAR Model of Neural Informatics for Internal Knowledge Representation in the Brain, The International Journal of Cognitive Informatics and Natural Intelligence (IJCINI), IPG Publishing, USA, 1(3), July, pp. 64-75.
- Wang, Y. (2007d), The Theoretical Framework and Cognitive Process of Learning, Proc. 6th International Conference on Cognitive Informatics (ICCI’07), IEEE CS Press, Aug., CA.
- Wang, Y. (2007e), The Cognitive Processes of Formal Inferences, The International Journal of Cognitive Informatics and Natural Intelligence (IJCiNi), IGI Publishing, Hershey, PA, USA, Oct.
- Wang, Y., R. Johnston, and M. Smith eds. (2002), Cognitive Informatics: Proc. 1st IEEE International Conference (ICCI’02), IEEE CS Press, Calgary, AB, Canada, August.
- Wang, Y., D. Liu, and Y. Wang (2003), Discovering the Capacity of Human Memory, Brain and Mind: A Transdisciplinary Journal of Neuroscience and Neurophilosophy, 4(2), pp.189-198.
- Wang, Y. and W. Kinsner (2006), Recent Advances in Cognitive Informatics, IEEE Transactions on Systems, Man, and Cybernetics (C), 36(2), March, pp.121-123.
- Wang, Y. and Y. Wang (2006), On Cognitive Informatics Models of the Brain, IEEE Transactions on Systems, Man, and Cybernetics, Vol. 36, No. 2, pp. 16-20.
- Wang, Y., Y. Wang, S. Patel, and D. Patel (2006), A Layered Reference Model of the Brain (LRMB), IEEE Transactions on Systems, Man, and Cybernetics (C), 36(2), March, pp.124-133.
- Wang, Y. and G. Ruhe (2007), The Cognitive Process of Decision Making, The International Journal of Cognitive Informatics and Natural Intelligence (JCINI), IPG Publishing, USA, 1(2), March, pp. 73-85.
- Yao, Y., Z. Shi., Y. Wang, and W. Kinsner eds. (2006), Cognitive Informatics: Proc. 5th IEEE International Conference (ICCI’06), Vols. I and II, IEEE CS Press, Beijing, China, July.